# Anilao
Anilao ist eine philippinische Stadtgemeinde in der Provinz Iloilo. Sie hat 28.684 Einwohner (Zensus 1. August 2015).

## Baranggays
Anilao ist politisch in 21 Baranggays unterteilt:
- Agbatuan
- Badiang
- Balabag
- Balunos
- Cag-an
- Camiros
- Sambag Culob
- Dangula-an
- Guipis
- Manganese
- Medina
- Mostro
- Palaypay
- Pantalan
- Poblacion
- San Carlos
- San Juan Crisostomo
- Santa Rita
- Santo Rosario
- Serallo
- Vista Alegre